# Человек в одном красном ботинке
«Человек в одном красном ботинке» (англ. «The Man With One Red Shoe») — американский кинофильм 1985 года режиссёра Стэна Дрэготи, ремейк французской картины «Высокий блондин в чёрном ботинке».

## Сюжет
Скрипач-недотёпа Ричард Дрю попадает в странную ситуацию. Переполох начался с шутки друга, который спрятал всю обувь в доме, оставив Ричарду два разноцветных ботинка. И в таком виде скрипач попадается на глаза нечистому на руку агенту ЦРУ. Двойному агенту нужно срочно перевести стрелки, и он заявляет, что Ричард — курьер мафии, в результате чего вся шпионская сеть повисает на хвосте у злополучного музыканта, а мафиози шлют наёмников с заданием ликвидировать живца.

## В ролях
- Том Хэнкс — Ричард
- Лори Сингер — Мэдди
- Дэбни Коулмен — Купер
- Чарльз Дёрнинг — Росс
- Том Нунен — Рис
- Джеймс Белуши — Моррис
- Кэрри Фишер — Пола
- Эдвард Херрманн — Браун

## Критика
Фильм получил преимущественно негативные отзывы критиков: обзор и критика фильма (сайт Роджера Эберта). Общий кассовый сбор составил только 8.6 млн. долларов при бюджете около 16 млн.